# Holly Hunter
Holly Paige Hunter (ur. 20 marca 1958 w Conyers w stanie Georgia, USA) – amerykańska aktorka i producentka filmowa, zdobywczyni Oscara za rolę pierwszoplanową w filmie Fortepian (1993).

## Życiorys

### Lata wczesne
Holly Hunter urodziła się w stanie Georgia, jako córka Opal Marguerite (z domu Catledge), gospodyni domowej, i Charlesa Edwina Huntera, rolnika i producenta sprzętu sportowego. Hunter uzyskała dyplom wydziału dramatycznego na Carnegie Mellon University w Pittsburghu, po czym przeniosła się do Nowego Jorku, gdzie wynajmowała mieszkanie wraz z aktorką Frances McDormand. Hunter tak w 2008 roku opisała życia w Bronksie: „było bardzo dużo Irlandczyków, a gdy się przeszło kilka przecznic dalej, natrafiało się głównie na Włochów”. Swoją szansę otrzymała, gdy wraz z dramaturg Beth Henley zostały uwięzione w windzie. Henley obsadziła aktorkę w swojej sztuce Zbrodnie serca oraz The Miss Firecracker Contest.
Gdy w 1982 przeniosła się do Los Angeles, zamieszkała we wspólnym domu wraz z grupą osób, do której należeli Frances McDormand, reżyser Sam Raimi oraz Joel i Ethan Coenowie.

### Kariera
Hunter na ekranie zadebiutowała w 1981 w horrorze Podpalenie (The Burning). Po przeprowadzce do Los Angeles Hunter pojawiła się w filmach telewizyjnych, po czym przyjęła drugoplanową rolę w filmie Szybka zmiana (Swing Shift, 1984). W tym samym roku po raz pierwszy pojawiła się w filmie braci Coen Śmiertelnie proste (Blood Simple), gdzie użyczyła głosu sekretarce Helene Trend. Sukces przyszedł w 1987, kiedy Hunter zagrała w filmie Telepasja (Broadcast News), za który otrzymała pierwszą nominację do Oscara oraz Srebrnego Niedźwiedzia dla najlepszej aktorki na 38. MFF w Berlinie. Następnie aktorka wystąpiła w filmie Miss fajerwerków (Miss Firecracker, 1989) u boku Mary Steenburgen i Tima Robbinsa oraz przyjęła propozycję Stevena Spielberga do udziału w ostatnim filmie z Audrey Hepburn w obsadzie, Na zawsze (Always, 1989). W tym samym roku aktorka wystąpiła w telewizyjnym filmie Bez wyroku (Roe vs. Wade), za który otrzymała nagrodę Emmy oraz nominację do Złotego Globu.
Rok 1993 przyniósł aktorce role w filmach: Fortepian (The Piano) w reżyserii Jane Campion, oraz w Firmie (The Firm) Sydneya Pollacka. Za rolę w tych filmach aktorka otrzymała dwie nominacje do Oscara w jednym roku w dwóch kategoriach: najlepsza aktorka pierwszoplanowa (za Fortepian) i najlepsza aktorka drugoplanowa (za Firmę). Rola niemej Ady McGrath, wychowującej samotnie córkę Florę (Anna Paquin), oraz wydanej za mąż korespondencyjnie za Alisdaira Stewarta (Sam Neill), w filmie Fortepian przyniosła aktorce Oscara, nagrodę BAFTA, Złoty Glob oraz nagrodę dla najlepszej aktorki na 46. MFF w Cannes. Drugoplanowa rola Tammy Hemphill w adaptacji powieści Johna Grishama Firma, przyniosła aktorce nominację do Oscara oraz do nagrody BAFTA.
Następnie aktorka zagrała w thrillerze Psychopata (Copycat, 1995), gdzie wystąpiła u boku Sigourney Weaver i Dermota Mulroneya. Po roli w filmie Wakacje w domu (Home for the Holidays, 1995) w reżyserii Jodie Foster, aktorka pojawiła się w filmie Danny’ego Boyle’a Życie mniej zwyczajne (A Life Less Ordinary, 1997), gdzie grała u boku Ewana McGregora oraz Cameron Diaz. W 2000 roku Hunter występuje w filmie braci Coen Bracie, gdzie jesteś? (O Brother, Where Art Thou?). U boku Susan Sarandon i Dustina Hoffmana grała w filmie Mila księżycowego światła (Moonlight Mile, 2002), by następnie wyprodukować film Catherine Hardwicke Trzynastka (thirteen, 2003), w którym zagrała drugoplanową rolę matki trzynastoletniej Tracy (Evan Rachel Wood). Hunter za swoją rolę otrzymuje nominację do Oscara dla najlepszej aktorki drugoplanowej.
W 2004 Hunter użyczyła głosu Elastynie w filmie animowanym studia Pixar Iniemamocni (The Incredibles). W 2005 roku aktorka występuje w filmie Ciało za milion (The Big White), gdzie wcielała się w postać żony Robina Williamsa. Od 2007 Hunter występuje w serialu dramatycznym stacji TNT Ocalić Grace (Saving Grace), gdzie wciela się w postać kontrowersyjnej detektyw Grace Hanadarko. Za rolę w tym serialu Hunter otrzymuje nominacje do nagrody Emmy, Złotego Globu oraz nagrody Gildii Aktorów Filmowych.
Zasiadała w jury konkursu głównego na 52. MFF w Cannes (1999).

### Życie prywatne
Przez wiele lat Hunter żyła w związku z aktorem Arlissem Howardem. Od 20 maja 1995 do rozwodu w dniu 21 grudnia 2001 jej mężem był polski operator Janusz Kamiński. Od 2001 roku jest w związku z amerykańskim aktorem Gordonem MacDonaldem. W styczniu 2006 roku, rzecznik Hunter ogłosił, iż aktorka urodziła bliźnięta.

## Filmy fabularne
- 1981: Podpalenie (The Burning) jako Sophie
- 1983: Niecodzienna miłość (An Uncommon love) jako Karen
- 1983: Svengali jako Leslie
- 1984: With Intent to Kill jako Wynn Nolen
- 1984: Szybka zmiana (Swing Shift) jako Jeannie
- 1984: Śmiertelnie proste (Blood Simple.) jako Helene Trend (głos[1])
- 1987: Telepasja (Broadcast News) jako Jane Craig
- 1987: Arizona Junior (Raising Arizona) jako Edwina 'Ed' McDunnough
- 1987: Koniec linii (End of the Line) jako Charlotte
- 1987: Stara wiara (A Gathering of Old Men) jako Candy Marshall
- 1989: Na zawsze (Always) jako Dorinda Durston
- 1989: Bez wyroku (Roe vs. Wade) jako Ellen Russell/Jane Doe
- 1989: Miss fajerwerków (Miss Firecracker) jako Carnelle Scott
- 1989: Mój przyjaciel szympans (Animal Behavior) jako Coral Grable
- 1991: Jedna runda (Once Around) jako Renata Bella
- 1992: Szalona w miłości (Crazy in Love) jako Georgie Symonds
- 1993: Prawdziwe przygody mamy morderczyni[2] jako Wanda Holloway
- 1993: Fortepian (The Piano) jako Ada McGrath
- 1993: Firma (The Firm) jako Tammy Hemphill
- 1995: Psychopata (Copycat) jako M.J. Monahan
- 1995: Wakacje w domu (Home for the Holidays) jako Claudia Larson
- 1996: Crash: Niebezpieczne pożądanie (Crash) jako Helen Remington
- 1997: Życie mniej zwyczajne (A Life Less Ordinary) jako O’Reilly
- 1998: Pełnia życia (Living Out Loud) jako Judith Nelson
- 1999: Syn Jezusa (Jesus' Son) jako Mira
- 2000: Kobieta potrzebna od zaraz (Woman Wanted) jako Emma Riley
- 2000: Timecode jako producent
- 2000: Na pierwszy rzut oka[3] jako Rebecca Waynon
- 2000: Co się zdarzyło w Harlan (Harlan County War) jako Ruby Kincaid
- 2000: Bracie, gdzie jesteś? (O Brother, Where Art Thou?) jako Penny
- 2001: Kiedy Bille pokonała Bobby’ego (When Billie Beat Bobby) jako Billie Jean King
- 2002: Mila księżycowego światła (Moonlight Mile) jako Mona Camp
- 2003: Trzynastka (Thirteen) jako Melanie Freeland
- 2003: Skazany na wolność (Levity) jako Adele Easley
- 2004: Czarna książeczka (Little Black Book) jako Barb
- 2004: Iniemamocni (The Incredibles) jako Helen Parr / Elastyna (głos)
- 2005: Nine Lives jako Sonia
- 2005: Ciało za milion (The Big White) jako Margaret Barnell
- 2012: Bez kompromisów (Won’t Back Down) jako Evelyn Riske
- 2012: Jackie jako Jackie
- 2013: Paradise jako pani Mannerhelm
- 2017: I tak cię kocham jako Beth Gordon

## Seriale telewizyjne
- 2001: Abraham and Mary Lincoln: A House Divided jako Mary Lincoln (głos)
- 2001: The American Experience jako Mary Lincoln
- 2007–2010: Ocalić Grace (Saving Grace) jako Grace Hanadarko
- 2013: Bonnie and Clyde: Dead and Alive jako Emma Parker
- 2013: Tajemnice Laketop jako GJ

## Producent wykonawczy
- 2003: Trzynastka (Thirteen)
- 2007–2008: Ocalić Grace (Saving Grace)

## Nagrody
- 1988: Telepasja: Nagroda na MFF w Berlinie Najlepsza aktorka
- 1993: Fortepian:
  - Nagroda Akademii Filmowej – Najlepsza aktorka pierwszoplanowa,
  - Nagroda BAFTA – Najlepsza aktorka pierwszoplanowa,
  - Nagroda na MFF w Cannes – Najlepsza aktorka pierwszoplanowa,
  - Złoty Glob – Najlepsza aktorka w filmie dramatycznym,
- 1989: Bez wyroku: Nagroda Emmy – Najlepsza aktorka w miniserialu lub filmie tv
- 1993: Prawdziwe przygody mamy morderczyni:
  - Nagroda Emmy – Najlepsza aktorka w miniserialu lub filmie telewizyjnym